# Хилијана Балмаседа
Хилијана Балмаседа (енгл. Giliana Balmaceda; рођена 29. септембар 1910), позната и као Хилијана Герсон, била је агенткиња Управе за специјалне операције током Другог светског рата и прва жена агент послата у окупирану Француску.

## Биографија
Рођена је у Чилеу 29. септембра 1910.
Радила је као глумица у Паризу где је упознала Виктора Герсона, трговца теписима и ћилимима, за кога се удала. Приликом потписивања примирја 18. јуна 1940. су побегли у Енглеску, где су се обоје придружили Управи за специјалне операције. Њен супруг је предложио оснивање линије помоћника како би се поједноставио излазак и улазак агената Управе за специјалне операције, а Балмаседа се добровољно пријавила да истражи ту могућност. Маја 1941. је постала прва жена агент Управе за специјалне операције послата у Француску. Показала се вештом у разликовању оних који су искрено желели да помогну бегунцима и оних који су тврдили да су лојални савезницима иако су обавештавали контраобавештајну полицију.
Док су сви мислили да је на одмору путовала је, са својим чилеанским пасошем, по Вишијевској Француској коју још није окупирала нацистичка Немачка, и саставила је дугачак списак имена и адреса оних који су били спремни да помогну и којима је веровала да им се може веровати. Више је волела да пронађе старије парове који су обично били код куће и који су били спремни да обезбеде слободну спаваћу собу за помоћ. Током три недеље у Вишијевској Француској, прикупљала је „информације о реду вожње, полицијском часу, папирима које су цивили морали да носе и обиму контроле аутобуса и железнице”. Административни документи који су се користили у окупираној Француској, попут картица за храну које је прикупљала, могли су се репродуковати у Лондону за употребу од стране агената на тајним мисијама у Француској. Вратила се у Уједињено Краљевство преко Шпаније и у британску базу на Гибралтару.
Њен супруг је 21. априла 1942. искрцао подморницу у Антибу како би организовао Викторску линију за бекство, која је обезбеђивала пут за бекство из Француске преко Шпаније назад у Енглеску за оборене пилоте, агенте Управе за специјалне операције и друге.